# لئاندرو گیودا
لئاندرو گیودا (انگلیسی: Leandro Gioda؛ زادهٔ ۱ اکتبر ۱۹۸۴) بازیکن فوتبال اهل آرژانتین است که در پست دفاع میانی در باشگاه اتلتیکو نووا شیکاگو بازی می‌کند.
گیودا کار خود را در سال ۲۰۰۴ در لانوس آغاز کرد و در سال ۲۰۰۶ با ایندپندینته قرارداد امضا کرد.